# Manoir Huber
Le Manoir Huber (en turc : Huber Köşkü) est un édifice historique situé dans une zone boisée au sud de la baie de Tarabya à Istanbul. Derrière se trouve un bois d'environ 64 000 m², couvrant toute la pente menant au Bosphore. L'édifice est en fait un manoir composé d'une vaste grange et d'une remise, d'une résidence de domestiques, de deux petits chalets et d'une serre, en plus du bâtiment principal. Il est utilisé comme résidence présidentielle de la République de Turquie depuis 1985.

## Histoire
Le manoir Huber a été construit par Auguste Huber, marchand d'armes et représentant des usines de poudre à canon Mauser Fişek et Kolonya et plus tard de la célèbre société Krupp à Istanbul. Le manoir a été construit sur un terrain acheté à ses précédents propriétaires, les familles Tıngıroğlu et Düzoğlu d'origine arménienne. Huber l'a acheté en raison de sa proximité avec l'ambassade allemande .
Les Huber ont quitté Constantinople après la défaite de la Première Guerre mondiale. À la mort de M. Huber, l’ancien ministre des Finances Necmeddin Molla se rendit à Augsbourg, où vivait la famille, et acheta le manoir. La bâtisse a ensuite été vendue à la princesse Kadriye Hanım d’Égypte. À son retour en Égypte, la princesse la légua au lycée de Notre-Dame de Sion. Le bâtiment, racheté par une entreprise de construction privée en 1973, a été nationalisé en 1985. Il a alors été restauré et meublé et sert depuis de résidence présidentielle et de lieu d'accueil pour les visiteurs officiels.

## Architecture
L'architecte exact et l'année de construction sont inconnus. Cependant, il a probablement été construit par le célèbre architecte italien Raimondo D'Aronco dans les années 1890 et a été agrandi par lui vers 1906.
Après avoir acheté le bosquet de Tarabya, M. Huber a personnellement planté des arbres. Le parc est l'un des rares bosquets du Bosphore à avoir survécu jusqu'à nos jours. Il est adjacent à la maison d'été de l'ambassade allemande. Les deux parcs forment une unité.
Outre le bâtiment principal, le manoir se compose d'une écurie, d'une remise, d'une résidence de domestiques, de deux petits chalets et d'une serre. Il possède un parc de 25 hectares.

## Voir également
- Palais présidentiel
- Manoir Çankaya
- Palais de Yildiz
- Palais de Dolmabahçe

## Source
1. ↑  (tr) Nesrin Karaca, « Bir Prenses: Kadriye Hüseyin ve Bir Ressam Vittoria Pisani », Turkish Studies, vol. 7, no 1,‎ 2012, p. 1967−1968 (DOI 10.7827/TurkishStudies.3011 )
2. ↑  (it) Diana Barillari, Istanbul theatrum mundi: Unità di ricerca e didattica: Abitare la città, Roma, Aracne editrice, 2014 (ISBN 9788854868342), « Novecento sul Bosforo D'Aronco e Villa Italia », p. 47
3. ↑  (tr) « Huber Köşkü Nerede Ve Nasıl Gidilir », Hürriyet,‎ 30 mars 2021 (lire en ligne, consulté le 25 décembre 2022)
4. ↑  (tr) « 113 yıllık Huber Köşkünün tarihçesi », Sarıyer Ses,‎ 7 novembre 2020 (lire en ligne, consulté le 25 décembre 2022)